# União das Freguesias de Silveiros e Rio Covo (Santa Eulália)
União das Freguesias de Silveiros e Rio Covo (Santa Eulália), kurz Silveiros e Rio Covo (Santa Eulália), ist eine Gemeinde (Freguesia) im Kreis Barcelos im Norden Portugals.
In der Gemeinde leben 2.151 Einwohner auf einer Fläche von 8,23 km² (Stand nach Zahlen von 2011).
Die Gemeinde entstand im Zuge der Gebietsreform in Portugal am 29. September 2013 durch Zusammenlegung der beiden bisherigen Gemeinden Silveiros und Santa Eulália de Rio Covo. Silveiros wurde Sitz der Gemeinde.